# Bisdom Teano-Calvi
Het bisdom Teano-Calvi (Latijn: Dioecesis Theanensis-Calvensis; Italiaans: Diocesi di Teano-Calvi) is een in Italië gelegen rooms-katholiek bisdom met zetel in Teano in de provincie Caserta. Het bisdom behoort tot de kerkprovincie Napels, en is, samen met de aartsbisdommen Capua en Sorrento-Castellammare di Stabia, de bisdommen Acerra, Alife-Caiazzo, Aversa, Caserta, Ischia, Nola, Pozzuoli en Sessa Aurunca en de territoriale prelatuur Pompeï, suffragaan aan het aartsbisdom Napels.

## Geschiedenis
Het bisdom Calvi werd opgericht in de 5e eeuw. Op 14 augustus 966 werd het suffragaan aan het aartsbisdom Capua. Op 27 juni 1818 werd door paus Pius VII met de apostolische constitutie De utiliori het bisdom Teano toegevoegd aan Calvi. Op 30 april 1979 werd het bisdom Calvi en Teano suffragaan aan het aartsbisdom Napels. Op 30 april 1979 werd het bisdom Calvi en Teano door de Congregatie voor de Bisschoppen met het decreet Instantibus votis hernoemd tot bisdom Teano-Calvi.